# Marius Rozé
Marius Rozé est un footballeur français né le 19 septembre 1928 à Courchelettes (Nord) et mort le 3 janvier 2000 à Rouen. Il jouait au poste de milieu de terrain.

## Biographie
Il quitte l'US Valenciennes-Anzin à l'intersaison 1951 pour s'engager à avec l'AS Cannes. Il résilie cependant son contrat dès le mois de septembre pour retourner dans son ancien club.

## Palmarès
- Finaliste de la Coupe de France 1951 (avec l'US Valenciennes-Anzin)